# Phượng Hoàng (chòm sao)
Chòm sao Phượng Hoàng 鳳凰, (tiếng La Tinh: Phoenix) là một trong 88 chòm sao hiện đại, mang hình ảnh chim phượng hoàng.
Chòm sao này có diện tích 469 độ vuông, nằm trên thiên cầu nam, chiếm vị trí thứ 37 trong danh sách các chòm sao theo diện tích.
Chòm sao Phượng Hoàng nằm kề các chòm sao Ngọc Phu, Thiên Hạc, Đỗ Quyên, Thủy Xà, Ba Giang, Thiên Lô.

## Thiên thể
Các thiên thể đáng quan tâm
- Sao đôi β Phe, η Phe
- Sao biến đổi SX Phe, một điển hình của sao Cepheid lùn
- Sao biến đổi ψ Phe, ρ Phe
- Thiên hà NGC 625